# Jerry Hoyt
Jerry Hoyt (Chicago, 29 januari 1929 – Oklahoma City, 10 juli 1955) was een Amerikaans Formule 1-coureur. Hij nam tussen 1950 en 1955 deel aan 4 Indianapolis 500's, waarin hij 1 pole positie scoorde, maar geen punten pakte. Hij stierf na een crash.